# 1959 na música

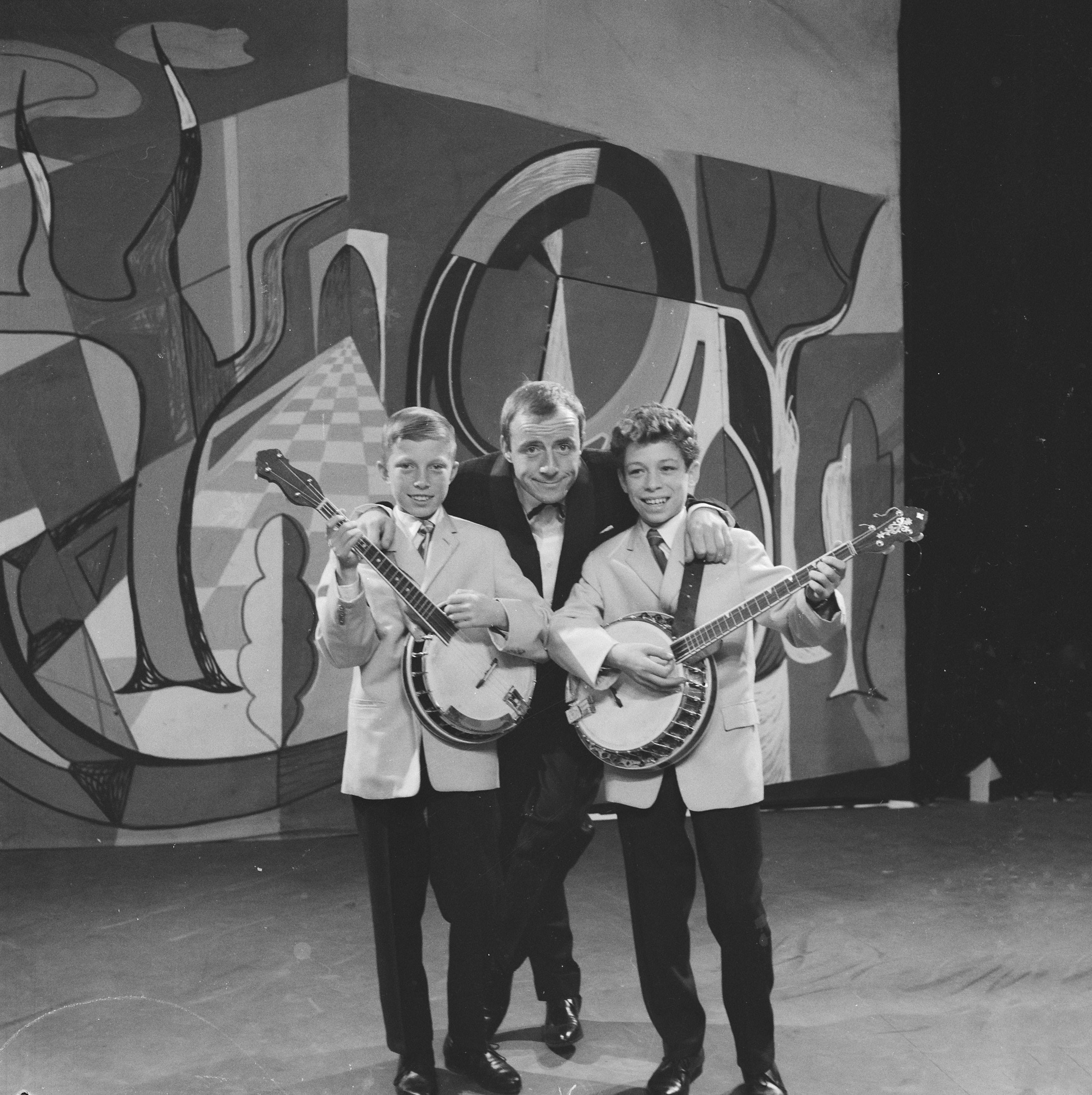
AVRO Weekend Show, Deense duo Jan en Kjeld met Johnny Kraaijkamp, Bestanddeelnr

## Eventos
O cantor Teixeirinha lança seu primeiro disco, na gravadora Chantecler, um compacto simples.

## Nascimentos
| Data           | Nome                  | Profissão                               | Nacionalidade  | Observações | Ref |
| -------------- | --------------------- | --------------------------------------- | -------------- | ----------- | --- |
| 16 de Janeiro  | Sade Adu              | cantora                                 | Nigéria        |             |     |
| 21 de Janeiro  | Paulo Miklos          | cantor e ator                           | Brasil         |             |     |
| 2 de fevereiro | Lenine                | cantor                                  | Brasil         |             |     |
| 16 de Março    | Flavor Flav           | rapper integrante do grupo Public Enemy | Estados Unidos |             |     |
| 10 de Abril    | Brian Setzer          | guitarrista, cantor e compositor        | Estados Unidos |             |     |
| 21 de Abril    | Jerry Only            | baixista                                | Estados Unidos |             |     |
| 21 de Abril    | Robert Smith          | cantor                                  | Inglaterra     |             |     |
| 25 de Abril    | Billy Rankin          | cantor e guitarrista                    | Escócia        |             |     |
| 5 de Maio      | Ian McCulloch         | cantor                                  | Inglaterra     |             |     |
| 20 de Maio     | Israel Kamakawiwo'ole | cantor                                  | Estados Unidos | m. 1997     |     |
| 22 de Maio     | Morrissey             | cantor                                  | Inglaterra     |             |     |
| 29 de Maio     | Gretchen              | cantora                                 | Brasil         |             |     |
| 4 de Julho     | Victoria Abril        | atriz e cantora                         | Espanha        |             |     |
| 11 de Julho    | Richie Sambora        | guitarrista do Bon Jovi                 | Estados Unidos |             |     |
| 11 de Julho    | Suzanne Vega          | cantora                                 | Estados Unidos |             |     |
| 10 de Agosto   | Né Ladeiras           | cantora                                 | Portugal       |             |     |
| 11 de Agosto   | Gustavo Cerati        | cantor                                  | Argentina      |             |     |
| 14 de setembro | Morten Harket         | vocalista                               | Noruega        |             |     |
| 18 de setembro | Sérgio Britto         | cantor, tecladista e baixista           | Brasil         |             |     |
| 19 de setembro | Marshall Jefferson    | DJ                                      | Estados Unidos |             |     |
| 5 de novembro  | Bryan Adams           | músico                                  | Canadá         |             |     |
| 10 de novembro | Mackenzie Phillips    | violonista e cantora                    | Estados Unidos |             |     |
| 28 de novembro | Miki Matsubara        | cantora e compositora                   | Japão          | m. 2004     |     |
| 30 de novembro | Cherie Currie         | vocalista                               | Estados Unidos |             |     |
| 8 de dezembro  | Fher Olvera           | vocalista do grupo Maná                 | México         |             |     |

## Mortes
| Data            | Nome                | Profissão                                 | Nacionalidade   | Observações | Ref |
| --------------- | ------------------- | ----------------------------------------- | --------------- | ----------- | --- |
| 3 de Fevereiro  | Buddy Holly         | cantor                                    | Estados Unidos  | n. 1936     |     |
| 3 de Fevereiro  | Ritchie Valens      | músico                                    | Estados Unidos  | n. 1941     |     |
| 3 de Fevereiro  | The Big Bopper      | músico                                    | Estados Unidos  | n. 1930     |     |
| 12 de Fevereiro | George Antheil      | compositor, pianista, escritor e inventor | Estados Unidos  | n. 1900     |     |
| 14 de Fevereiro | Baby Dodds          | músico                                    | Estados Unidos  | n. 1898     |     |
| 14 de Maio      | Sidney Bechet       | músico                                    | Estados Unidos  | n. 1897     |     |
| 15 de Julho     | Billie Holiday      | cantora                                   | Estados Unidos  | n. 1915     |     |
| 15 de Agosto    | Blind Willie McTell | cantor                                    | Estados Unidos  | n. 1901     |     |
| 16 de Agosto    | Wanda Landowska     | música, musicóloga e cravista             | Polónia         | n. 1879     |     |
| 28 de Agosto    | Bohuslav Martinu    | compositor                                | Áustria-Hungria | n. 1890     |     |
| 23 de Outubro   | Dolores Duran       | cantora e compositora                     | Brasil          | n. 1930     |     |
| 17 de Novembro  | Heitor Villa-Lobos  | compositor                                | Brasil          | n. 1887     |     |